# Драгомъж (село)
Драгомъж е село в Североизточна България. То се намира в община Исперих, област Разград.

## География
Село Драгомъж се намира на 5 km на запад от град Исперих.
Районът на Община Исперих е беден на полезни изкопаеми. На територията на община Исперих попада находище „Драгомъж“, подходящо за добив на строителни материали (варовици и доломити за трошен камък).